# MSH 11-61A
MSH 11-61A, también llamado SNR G290.1-00.8, 1E 1100.8-6037 y AJG 9, es un resto de supernova situado en la constelación de Carina.
Fue descubierto en 1968 por M. J .L. Kesteven en la banda de radio, mientras que en rayos X fue detectado por vez primera mediante el observatorio Einstein.

## Morfología
MSH 11-61A es un resto de supernova de morfología mixta.
La imagen de radio de este objeto revela una geometría asimétrica alargada en dirección sureste y noroeste, cuyo tamaño es de 15 × 10 minutos de arco. Al sureste, MSH 11-61A está asociado a una densa nube molecular.
Las imágenes de rayos X muestran dos puntos brillantes a ambos lados de un eje de simetría noroeste-sureste.
En el espectro de las regiones central y noroeste, se han encontrado las características del plasma de recombinación, mientras que el espectro en el resto de regiones corresponde a plasma de ionización.
A partir de resultados de rayos X y de distribución de H I, se ha propuesto que MSH 11-61A se originó por el colapso del núcleo de un progenitor de gran masa con un viento estelar bipolar.

## Posible remanente estelar
Aunque hay tres púlsares cerca de la posición de MSH 11–61A, parece que ninguno de ellos está vinculado físicamente a este resto de supernova. Dos de ellos —PSR J1103-6025 y PSR J1104-6103— son mucho más antiguos, pues su antigüedad es superior a un millón de años, muy por encima de la vida esperada de un resto de supernova. El tercer púlsar, PSR J1105-6107, está a una distancia compatible con MSH 11–61A pero su velocidad transversal es excesivamente baja según los modelos elaborados para la evolución de MSH 11–61A.

## Distancia y edad
La distancia a MSH 11–61A se ha evaluado con varios métodos diferentes. Medidas de H I efectuadas con el telescopio Parkes permitieron, a principios de la década de 1970, establecer un límite inferior de 3500 pársecs. Posteriores mediciones de Hα utilizando un interferómetro Fabry-Pérot situaron a este remanente a 6900 pársecs, mientras que a partir de medidas de CO, la distancia obtenida fue de 7000 - 8000 pársecs.
Una de las medidas más recientes, 7000 ± 1000 pársecs, deriva de mediciones de absorción de H I con el radiotelescopio ATCA en combinación con datos del Southern Galactic Plane Survey.
La edad estimada de este resto de supernova es entre 10 000 y 20 000 años.
Se ha sugerido que probablemente está situado en el Brazo de Carina.